# St. Georg (Plößberg)

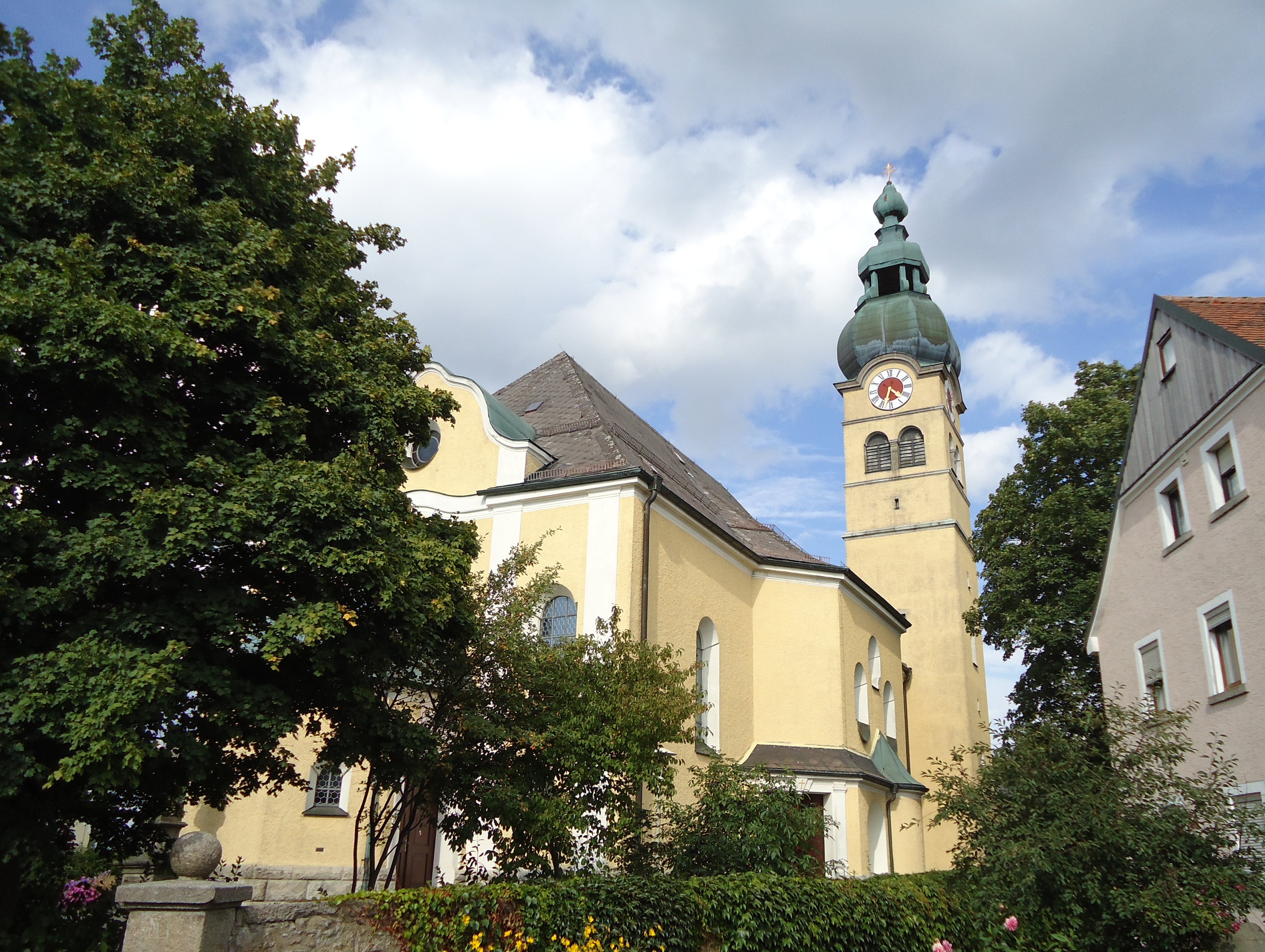
St. Georg in Plößberg

Die katholische Pfarrkirche St. Georg in Plößberg, einer Gemeinde in der nördlichen Oberpfalz, wurde in den Jahren 1916 bis 1918 im Stil des Historismus erbaut. Sie steht unter Denkmalschutz.

## Geschichte
Die katholische Pfarrkirche von Plößberg wurde in den Jahren 1916 bis 1918 erbaut, nachdem das Simultaneum zwischen Katholiken und dem evangelischen Teil der Bevölkerung aufgehoben wurde. Bis Ende des Ersten Weltkrieges wurde die, heute evangelische, Pfarrkirche St. Georg von beiden Konfessionen genutzt. Architekt des Sakralbaus war Josef Koch aus Regensburg.

## Baubeschreibung
Bei dem Kirchenbau handelt es sich um eine neubarocken Saalbau, der durch Pilaster gegliedert wird. In der Mitte des Langhauses wurde eine Erweiterung in Form eines Querschiffes angebaut. Der Altarraum ist eingezogen und dreiseitig geschlossen. Das Langhaus und der Chor sind von einem flachen Tonnengewölbe mit Stichkappen eingewölbt. Der an die Südseite des Chores angebaute Kirchturm besitzt, eine für die Region typische, Zwiebelhaube.

## Ausstattung

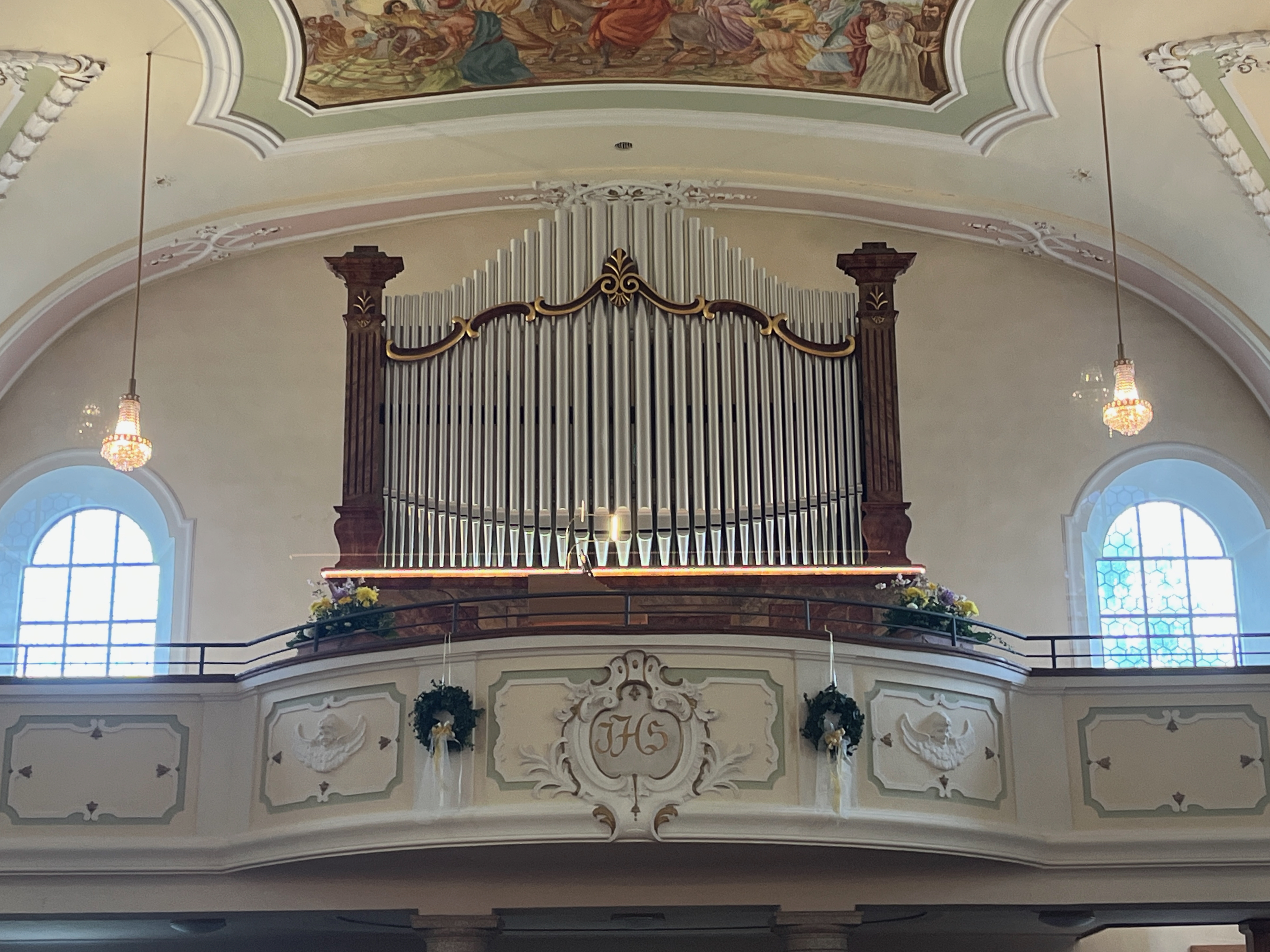
Die Weise/Mühleisen-Orgel

Der barocke Kreuzweg der Kirche von 1766 wurde aus der alten Kirche übernommen. Die gestifteten Glasfenster sind teilweise farbig. Die Wangen des Kirchengestühls sind mit religiösen Allegorien verziert, die im Jahr 1918 für 420 Mark von Ludwig Kinle, einem arbeitslosen Vater, geschnitzt wurden.
Die Empore hat eine in der Mitte ausgebauchte Brüstung. Auch das Gewölbe wurde mit Stuckarbeiten des Neorokoko versehen. Das Querschiff, mit dem Seitenaltar Herz Jesu, in Form eines Achtecks kreuzt das Langhaus in der Mitte. Alle Altäre der Kirche sowie die Kanzel sind im Stil der Neoromanik ausgeführt. Die Seitenaltäre des mittleren Kirchenschiffs sind mit Relieftafelbildern versehen, von denen der linke Altar den heiligen Sebastian zeigt, der lange Zeit in Plößberg verehrt wurde. Am rechten Altar ist die Königin des Himmels mit dem Jesuskind zu sehen, die von Engeln auf Wolken getragen wird.
Die Orgel hat einen einfachen Orgelprospekt mit Rokoko-Anklängen, das Werk erbaute 1927 Michael Weise aus Plattling mit 12/II/P. Im Jahr 2025 wurde das Instrument von Orgelbau Mühleisen/Bäumler reorganisiert und auf 16 (25)/II/P erweitert.
Der Altarraum zeigt auf der linken Seitenwand zwei barocke Gemälde, die ursprünglich aus der evangelischen Kirche St. Michael in Weiden stammen. Das Wandgemälde an der rechten Wand zeigt die Szene Mariä Empfängnis. Im Hochaltar zeigt ein Gemälde den heiligen Georg, der Drachentöter. An den beiden Seiten des Altars befinden sich die lebensgroßen Figuren von St. Peter und St. Paulus. Die Langfenster daneben zeigen die Heiligen Josef und Michael. Darüber werden in drei Rundfenstern Allegorien der Tugenden Glaube, Liebe und Hoffnung veranschaulicht.